# Hertog Blauwbaards burcht
A Kékszakállú herceg vára, in het Nederlands meestal aangeduid als Hertog Blauwbaards burcht (of kortweg Blauwbaards burcht), is de enige opera van de Hongaarse componist Béla Bartók. De opera bestaat uit één akte, duurt ruim een uur en kent slechts twee rollen: Blauwbaard (Kékszakállú) (bas) en zijn vierde vrouw Judith (mezzosopraan). Het werk werd geschreven in 1911 en ging in 1918 in première in Boedapest. Het Hongaarse libretto werd geschreven door de dichter Béla Balázs, een vriend van Bartók. De opera wordt af en toe ook uitgevoerd in een Duitse en een Engelse vertaling.

## Verhaal
De plot is gebaseerd op het volksverhaal van Blauwbaard, maar krijgt in de opera een veel sterker psychologische dimensie. Het decor bestaat uit een grote, donkere hal in een kasteel, met zeven gesloten deuren. Nadat ze getrouwd zijn eist Judith algauw dat alle deuren geopend worden, om licht in de verboden kamers te laten vallen, en benadrukt dat haar wens enkel voortkomt uit haar liefde voor Blauwbaard. Blauwbaard weigert en verklaart dat de ruimtes achter de deuren door niemand gezien mogen worden. Hij smeekt haar van hem te houden, maar geen vragen te stellen. Judith houdt vol en vermurwt Blauwbaard uiteindelijk; stuk voor stuk worden de deuren geopend en na iedere geopende deur smeekt Blauwbaard Judith niet meer verder te vragen.
Als Blauwbaard uiteindelijk de eerste sleutel overhandigd, weerklinkt een mysterieuze zucht door het gehele kasteel. De eerste deur verhult een martelkamer, bedekt met bloed. Judith is gechoqueerd, maar zegt niet bang te zijn. Achter de tweede deur bevindt zich een wapenarsenaal, in een bronzen licht, en de derde deur geeft toegang tot een schatkamer, in een gouden licht. Aanvankelijk raakt Judith bekoord door de schoonheid van de juwelen, totdat ze terugdeinst als ook Blauwbaards rijkdommen met bloed besmeurd blijken te zijn. Achter de vierde deur gaat een geheime tuin schuil, in een blauwachtig licht; de planten en bloemen blijken ook bebloed. Als de vijfde deur zich opent wordt Judith verblind door een wit licht: Dit is het indrukwekkende visioen op Blauwbaards enorme rijk, en de muziek is navenant bombastisch. "Ook dit is nu allemaal van jou", zegt Blauwbaard. Ook dit lijkt mooi, tot dat de lucht rood wordt.
Blauwbaard smeekt Judith het hierbij te laten, maar ze weigert op te geven. Nadat wederom de akelige zucht klinkt, opent zij de zesde deur, waarachter een treurig zilveren meer blijkt te liggen. Blauwbaard zegt dat het een "meer van tranen" is, maar wiens tranen het zijn blijft onduidelijk. Door die geopende deuren is het steeds lichter geworden in het kasteel, en dat bevalt Blauwbaard wel.
Aangekomen bij de zevende deur weigert Blauwbaard verder te gaan. Zijn verzet is hevig en hij blijft haar vragen hem te kussen, hem te beminnen en nooit meer wat te vragen. Judiths drang is echter te groot en uiteindelijk uit ze haar angstige vermoeden dat zich achter de deur Blauwbaards vorige vrouwen bevinden. De psychologische spanning bereikt zijn climax. Ten einde raad opent Blauwbaard de laatste deur. Onmiddellijk slaan de vijfde en zesde deur dicht en is het toneel verduisterd.
De drie vrouwen blijken zich daadwerkelijk in de ruimte te bevinden, maar zijn verbazingwekkend genoeg wel in leven. In stilte treden ze een voor een naar buiten. Blauwbaard prijst hen stuk voor stuk en tooit hen met sieraden en kleding die symbool staan voor het deel van de dag waarin hij haar ontmoette. Zijn vierde en laatste vrouw, de mooiste van allen, vond hij 's nachts, zegt hij, en op Judiths hoofd plaatst hij een kroon. De last is haar te zwaar, ze smeekt tevergeefs hem haar te sparen. Even later keert Judith met de vier vrouwen terug naar de ruimte achter de deur, die na hen sluit. Blauwbaard loopt eenzaam treurend de andere kant op zijn opnieuw donkere kasteel in. "Vanaf nu zal er enkel duisternis zijn..." is het laatste wat hij mompelt voor hij verdwijnt. Meer dan vier vrouwen is blijkbaar niet mogelijk.

## Muziek en achtergrond
Het meest opvallende kenmerk van de muziek van Blauwbaards burcht is het belang van de kleine secunde, een interval dat met zijn dissonantie zowel in snelle als langzame passages wordt gebruikt om bedroefdheid en onrust of gevaar en schrikeffecten op te roepen. De muziek is niet atonaal, maar wel vaak polytonaal, waarbij meer dan één toonsoort tegelijk wordt gebruikt (een voorbeeld hiervan is de opmars naar de climactische opening van de vijfde deur). Het sterke gebruik van dissonantie en polytonaliteit maken de zangstukken bijzonder moeilijk voor de zangers.
De muziek begint heel geleidelijk en geheimzinnig, en aan het einde sterft de muziek op dezelfde wijze weg, terwijl Blauwbaard wegloopt. Alleen de twee hoofdpersonen zingen; de 'overleden' vrouwen zwijgen slechts. Hèt hoogtepunt is het openen van de vijfde deur; een overdonderende muzikale climax die zijn effect nooit mist. Na die climax is er nog meer indrukwekkende muziek. Totdat de lucht rood kleurt.
Hoewel er maar één akte is, heeft de opera de allure van een echt epos. Bartoks uitvoering is uiteraard symbolisch; het lijkt de nachtmerrie van Blauwbaard, die het overlijden van zijn echtgenotes niet kan verwerken. Het openen der deuren doet denken aan freudiaanse analyse, waarbij onbewuste geheimen bekend worden.

## Geschiedenis
Bartók componeerde de opera voor een wedstrijd voor jonge Hongaarse componisten. De commissie die de inzendingen op hun dramatische merites beoordeelde, sloot het werk echter uit van deelname, omdat slechts twee rollen en één plaats van handeling het stuk niet genoeg dramatiek zouden geven om in de categorie theatrale muziek, waarin het was ingezonden, te passen. De juryleden die de inzendingen op muzikale aspecten beoordeelden, hebben de opera waarschijnlijk nooit onder ogen gekregen.
In 1977 gebruikte Pina Bausch deze opera voor een dansvoorstelling met het Tanztheater Wuppertal, een choreografie die als een mijlpaal gezien wordt in de moderne dans.

## Opmerkelijk
- Het blijft onduidelijk hoe Bartók de opera bedoeld heeft, maar hij droeg de muziek op aan zijn vrouw.
- Ver voor deze compositie heeft componist Jacques Offenbach een heel andere draai aan dit griezelige verhaal gegeven. Hij maakte er in 1866 een satirische operette van, Barbe-bleue, met goede afloop, die nog steeds regelmatig opgevoerd wordt; ook in Nederland.
- Oorspronkelijk is er een proloog door een bard, maar dat wordt vaak weggelaten.